# Tetramesella luppovae
Tetramesella luppovae är en stekelart som beskrevs av Zerova 1974. Tetramesella luppovae ingår i släktet Tetramesella och familjen kragglanssteklar.
Artens utbredningsområde är Kazakstan. Inga underarter finns listade i Catalogue of Life.